# Metaphylaxe
Die Metaphylaxe (angelehnt an gr. προφύλαξη, „Schutz“, „Vorbeugung“; μέτα „nach“) bezeichnet in der Humanmedizin die therapeutische  Nachbehandlung bzw. „Nachsorge“ eines Patienten nach überstandener Krankheit (im Gegensatz zur Prophylaxe, d. h. Vorsorge/Vorbeugung/Prävention). Die Metaphylaxe umfasst meist neben
Nachsorgeuntersuchungen und Nachsorgetherapien auch Empfehlungen für eine geänderte Lebensweise (z. B. Ernährungshinweise).
In der Tiermedizin, vor allem in der Herdenbetreuung, wird der Begriff für spezielle Behandlungen gebraucht, die bei noch nicht klinisch erkrankten Tieren durchgeführt werden. Tritt eine Infektionskrankheit oder Parasitose bei einem Einzeltier auf, werden metaphylaktisch alle anderen Tiere des Bestandes behandelt, da bei ihnen eine gleiche Erkrankung wahrscheinlich ebenfalls im Entstehen ist. Es ist damit eine Sonderform der Prophylaxe in begründeten Verdachtsfällen auf eine konkrete Erkrankung.
Beim Einsatz dieser Methode mit Antibiotika werden allerdings auch sämtliche antibiotikasensiblen Bakterienstämme abgetötet, die nicht zu einer Erkrankung geführt hätten, mit denen ein intaktes Immunsystem des jeweiligen Individuums gegebenenfalls selbst fertiggeworden wäre oder die einfach nur zur symbiotischen Mikroflorabesiedelung gehören. Darum wird in erheblichem Maße der Konkurrenzdruck von Stämmen mit Resistenzmutationen, welche diese Behandlung überleben, genommen. Das kann daraufhin zu einer stark erleichterten Manifestation dieser Resistenz im Genom der Pathogene sowie allen anderen beteiligten Mikroben führen.
In Zuchtbetrieben, in denen diese Maßnahmen gehäuft zum Einsatz kommen, wurden vermehrt Krankheitserreger (auch humanpathogene) gefunden, die Antibiotikum-Resistenzen ausgebildet hatten.
Da sich im Weiteren durch interspezifische Genübertragungen diese Resistenzen ausbreiten und auch in manchen Arten anhäufen, kann das in der Folge zur Entstehung multiresistenter Keime (siehe MRSA) führen, gegenüber denen sich die Therapie mit den der Medizin bisher bekannten Antibiotika als machtlos erweist.
Aus diesen Gründen ist die Metaphylaxe mit Antibiotika im Herdenbetrieb als kritisch zu sehen und sollte genauest abgewägt werden: Leichtfertiger Umgang mit dieser Methode wird langfristig größere Schäden entstehen lassen, als dadurch mittelfristig vermeidbar sind.